# Heteromysis nouveli
Heteromysis nouveli är en kräftdjursart som beskrevs av Brattegard 1969. Heteromysis nouveli ingår i släktet Heteromysis och familjen Mysidae. Inga underarter finns listade i Catalogue of Life.